# Norra Skrävlinge socken
Norra Skrävlinge socken i Skåne ingick i Onsjö härad, ingår sedan 1971 i Svalövs kommun och motsvarar från 2016 Norra Skrävlinge distrikt.
Socknens areal är 6,75  kvadratkilometer varav 6,66 land. År 2000 fanns här 1 512 invånare. Huvuddelen av tätorten Teckomatorp samt kyrkbyn Norra Skrävlinge med sockenkyrkan Norra Skrävlinge kyrka ligger i socknen.

## Administrativ historik
Socknen har medeltida ursprung. Före den 1 januari 1886 (ändring enligt beslut den 17 april 1885) var namnet Skrävlinge socken..
Vid kommunreformen 1862 övergick socknens ansvar för de kyrkliga frågorna till Skrävlinge församling och för de borgerliga frågorna bildades Skrävlinge landskommun. Landskommunen uppgick 1952 i Teckomatorps landskommun som upplöstes 1969 då denna del uppgick i Svalövs landskommun som 1971 ombildades till Svalövs kommun. Församlingen uppgick 2006 i Teckomatorps församling.
1 januari 2016 inrättades distriktet Norra Skrävlinge, med samma omfattning som församlingen hade 1999/2000.  
Socknen har tillhört län, fögderier, tingslag och domsagor enligt vad som beskrivs i artikeln Onsjö härad. De indelta soldaterna tillhörde Norra skånska infanteriregementet, Onsjö kompani och Skånska husarregementet, Fjerresta skvadron, Billesholms kompani.

## Geografi
Norra Skrävlinge socken ligger öster om Landskrona och väster om Eslöv med Saxån i sydost. Socknen är en odlad slättbygd.

## Fornlämningar
Sex boplatser från stenåldern är funna.

## Namnet
Namnet skrevs i andra hälften av 1300-talet Skräplinge och kommer från kyrkbyn. Efterleden är inbyggarbeteckningen inge som kan vara bildat till ett äldre namn på ett nu försvunnet biflöde till Saxån som då innehållit skrapa med syftning på vattnets ljud..